# 기일원론
 기일원론(氣一元論)은 '기'(氣)를 세계 만물의 유일한 시원으로 보고, 그로부터 모든 사물현상의 발생과 발전을 설명한 철학이다. 대표적인 학자는 서경덕, 임성주, 최한기 등이다. 기일원론은 이일원론에 대립하여 물질적인 '기'가 세계의 기초를 이룬다고 주장하였다. 그에 따르면 물질적인 '기'는 우주 공간에 빈틈없이 가득 차 있으며 모든 사물은 '기'로서 이루어져 있으며, 이일원론에서 세계의 시원으로 보고 있는 정신적인 '이'는 '기'가 있은 다음에 생기는 2차적인 것이며, '기'의 운동의 내적 합법칙성에 지나지 않는다고 한다.
기일원론은 세계의 모든 사물과 현상들의 발생, 발전의 원인도 물질적인 '기'의 자기 운동으로 설명하였다. 기일원론에 따르면 세계의 유일한 시원이며, 모든 사물을 이루고 있는 물질적 존재인 '기'는 그 자체 내에 성질이 다른 음기와 양기의 두 요소를 내포하고 있으며, 이것들의 상호작용에 의하여 모든 사물이 발생 발전하게 된다.
18세기의 기일원론자인 임성주는
우주 사이에 위아래와 안팎이 없고 시초와 종말이 없이 충만되어 허다한 조화를 일으키며 허다한 사람과 사물을 낳게 하는 것은 다만 하나의 기이다. … 그 기가 능히 그와 같이 성대하고 그와 같이 작용하는 것을 누가 그렇게 하였는가, 다만 자기 스스로 그러하다.(《녹문집》19권)

라고 주장하였다. 기일원론자들은 사람들의 인식 활동도 물질적인 '기'로부터 출발하였다고 설명하였다. 인간의 정신, 지각을 물질적인 '기'가 모여서 된 것으로 보았으며, 사물에 대한 인식에서 경험과 관찰의 중요성을 강조하였다.

## 기와 이
조선시대 성리학에서 최대 논쟁은 주리론과 주기론의 대립이었다. 이는 사단칠정논쟁이라고도 한다. 주리론은 퇴계 이황이 주장하였고, 기(氣)보다 이(理)를 중요시 하였다. 주기론은 이보다 기를 중요시 한 율곡 이이가 주장하였다. 거칠게 말하면 이는 이론, 관념에 가깝고 기는 물질에 가깝다.

## 참고 문헌
- 본 문서에는 조선민주주의인민공화국에서 카피레프트로 공개한 백과사전인 철학사전의 내용을 기초로 작성된 내용이 포함되어 있습니다.